# Herman Charles Bosman
Herman Charles Bosman (* 3. Februar 1905 in Kuils River; † 14. Oktober 1951) war ein südafrikanischer Autor und Journalist.
Er wuchs in Johannesburg auf und schrieb schon als Schüler erste Kurzgeschichten. Nach einer Ausbildung zum Lehrer lebte Bosman für ein Jahr im Distrikt Groot Marico in der heutigen Nordwestprovinz. Im Streit erschoss er seinen Stiefbruder und wurde zum Tode, später zu zehn Jahren Haft verurteilt. Nach seiner Begnadigung ging er 1934 nach Europa und reiste unter anderem nach London, Paris und Brüssel. In London schrieb er den Großteil seiner mehrere Bände umfassenden Kurzgeschichten. Zu Beginn des Zweiten Weltkriegs kehrte er nach Südafrika zurück. 1951 starb er an einem Herzanfall. 
In Groot Marico wird der Autor, der die meisten seiner Erzählungen in dieser Kleinstadt im Nordwesten Südafrikas ansiedelte, heute auch touristisch vermarktet.

## Werke (Auswahl)
- Jacaranda in the Night (1947)
- Mafeking Road (1947), dt. Mafeking Road, übersetzt von Michael Kleeberg, Edition Büchergilde, Frankfurt 2010, ISBN 978-3-940111-67-8
- Cold Stone Jug (1949)